# Postcards from a Young Man
Albums de Manic Street Preachers
Journal for Plague Lovers
(2009) Rewind the Film
(2013)
Postcards from a Young Man est le dixième album du groupe gallois de rock alternatif Manic Street Preachers, publié le 20 septembre 2010 par Columbia Records.

## Liste des chansons
Toutes les paroles sont écrites par Nicky Wire, toute la musique est composée par James Dean Bradfield et Sean Moore.
| No  | Titre                                                  | Durée |
| --- | ------------------------------------------------------ | ----- |
| 1.  | (It's Not War) Just the End of Love                    | 3:27  |
| 2.  | Postcards from a Young Man                             | 3:35  |
| 3.  | Some Kind of Nothingness (avec Ian McCulloch)          | 3:50  |
| 4.  | The Descent (Pages 1 & 2)                              | 3:27  |
| 5.  | Hazelton Avenue                                        | 3:23  |
| 6.  | Auto-Intoxication (avec John Cale)                     | 3:47  |
| 7.  | Golden Platitudes                                      | 4:23  |
| 8.  | I Think I Found It (paroles de Bradfield)              | 3:06  |
| 9.  | A Billion Balconies Facing the Sun (avec Duff McKagan) | 3:39  |
| 10. | All We Make Is Entertainment                           | 4:15  |
| 11. | The Future Has Been Here 4Ever                         | 3:38  |
| 12. | Don't Be Evil                                          | 3:18  |